# Exekutionsordnung
Die Exekutionsordnung (abgekürzt EO) regelt in Österreich jenen Teil des Zivilverfahrens, welcher der Sicherung und Durchsetzung von titulierten Geldforderungen sowie von Handlungen, Duldungen oder Unterlassungen dient.

## Gliederung
- Erster Teil: Exekution (§§ 1–369 EO)
  - Erster Abschnitt: Allgemeine Bestimmungen
    - Erster Titel: Exekutionsvoraussetzungen
    - Zweiter Titel: Durchführung der Exekution
    - Dritter Titel: Einwendungen gegen die Exekution – Aufschiebung und Einstellung
    - Vierter Titel: Erfolglose Exekution
    - Fünfter Titel: Verfahrensbestimmungen – Anträge
    - Sechster Titel: Verwalter in Exekutionssachen
    - Siebenter Titel: Verwertung, Versteigerung und Verteilung

  - Zweiter Abschnitt: Exekution wegen Geldforderungen
    - Erster Titel: Exekution auf das unbewegliche Vermögen[2]
      - Erste Abteilung: Zwangsweise Pfandrechtsbegründung
      - Zweite Abteilung: Zwangsverwaltung
      - Dritte Abteilung: Zwangsversteigerung
      - Vierte Abteilung: Besondere Bestimmungen über die Exekution auf Gegenstände des Bergwerkseigentums

    - Zweiter Titel: Exekution auf das bewegliche Vermögen
      - Erste Abteilung: Exekution auf bewegliche Sachen
      - Zweite Abteilung: Exekution auf Geldforderungen
      - Dritte Abteilung: Exekution auf Vermögensrechte

  - Dritter Abschnitt: Exekution zur Erwirkung von Handlungen, Duldungen oder Unterlassungen
- Zweiter Teil: Sicherung (§§ 370–402 EO)
  - Erster Abschnitt: Exekutionshandlungen zur Sicherung von Geldforderungen (Exekution zur Sicherstellung)
  - Zweiter Abschnitt: Einstweilige Verfügungen
- Dritter Teil: Internationales Exekutionsrecht (§§ 403–424 EO)[3]
  - Erster Abschnitt: Allgemeine Bestimmungen
  - Zweiter Abschnitt: Vollstreckbarerklärung und Anerkennung von Akten und Urkunden, die im Ausland errichtet wurden
  - Dritter Abschnitt: Exekution auf Grund von Akten und Urkunden supranationaler Organisationen
  - Vierter Abschnitt: Keine Vollstreckbarerklärung
  - Fünfter Abschnitt: Bestätigung über die Vollstreckbarkeit
  - Sechster Abschnitt: Begleitregelungen zur EuSchMaVO
  - Siebenter Abschnitt: Begleitregelungen zur EuKoPfVO
- Vierter Teil: Begleitregelungen (§§ 427–437 EO)
  - Erster Abschnitt: Elektronische Abfrage von Daten
  - Zweiter Abschnitt: Sonstige Begleitregelungen
- Fünfter Teil: Anfechtung von Rechtshandlungen (§§ 438–453 EO)
- Sechster Teil: Vollzugsgebühr und Vergütungen der Gerichtsvollzieher (§§ 454–483a EO)
  - Erster Abschnitt: Vollzugsgebühr
  - Zweiter Abschnitt: Vergütung des Gerichtsvollziehers
  - Dritter Abschnitt: Fahrtkosten des Gerichtsvollziehers
  - Vierter Abschnitt: Vollzugsgebiete
- Siebter Teil: Inkrafttreten, Schluss- und Übergangsbestimmungen (§§ 484–503 EO).

## Rezeption
Die österreichische Exekutionsordnung wurde unter dieser Bezeichnung in Liechtenstein weitgehend rezipiert (Gesetz vom 24. November 1971 über das Exekutions- und Rechtssicherungsverfahren. Kurztitel: Exekutionsordnung, Abkürzung: EO. LGBl 1972/32/2).